# Культура валенсийской бронзы

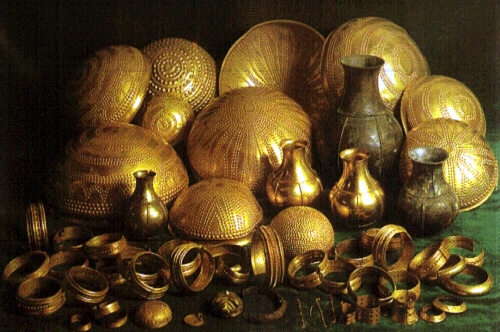
Клад из Вильены, наиболее крупное собрание доисторического ювелирного искусства Иберского полуострова и второе по величине в Европе.

Валенсийская бронза — археологическая культура бронзового века Испании. Характерный артефакт — клад из Вильены.

## Характеристика
Культуру впервые выделил и описал археолог Микель Тарраделл в 1960-е гг. как характерную для валенсийского региона и независимую от аргарской культуры, существовавшей в Альмерии. Характерными чертами, которые отличают валенсийскую бронзу, являются отсутствие погребений под домами, малочисленность металлических изделий и отсутствие некоторых керамических объектов, таких, как кубки или ладьевидные элементы.
Концепция Тарраделла пользуется поддержкой и среди современных историков, хотя и с некоторыми дополнениями, введёнными другими специалистами. Хотя на севере и в центре Валенсийского сообщества присутствовали объекты валенсийской бронзы, на территории провинции Аликанте наблюдалось сильное влияние аргарской культуры, вплоть до того, что некоторые материалы считаются собственно аргарскими, как, например, в комарках Бахо-Виньялопо и Вега-Баха-дель-Сегура. На территории Валенсийской коммуны сохранилось мало данных о позднем бронзовом веке, по всей вероятности, из-за использования недолговечных материалов, хотя косвенно подтверждается высокая социальная и коммерческая активность.

## Хозяйство
Хозяйство основывалось на земледелии и скотоводстве. Урожайность земледелия была высокой благодаря внедрению новых видов и чередованию между злаками и овощами. Внедрение пахотного земледелия позволило вести экстенсивное хозяйство с дождевым орошением.
Скотоводство основывалось на разведении овец и коз, которые были источниками молока (а также производных продуктов — сыра и йогурта), а также мяса и шерсти. Также разводились, хотя и в меньшем количестве, свиньи, лошади и коровы. Последние также использовались в качестве тяглового скота при пахоте.
Периодически местные жители охотились на диких свиней и кроликов — не только ради мяса, но и чтобы защитить посевы.
Поиск земель для земледелия и скотоводства, а также рост населения привели к избыточной эксплуатации территории. Основным последствием её было заметное обезлесение, поскольку леса, прилегавшие к поселениям, подвергались вырубке ради древесины как строительного материала и топлива.

## Изделия
Керамика характеризуется плохим качеством, орнамент небогатый или вовсе отсутствует. Встречаются миски, амфоры и сосуды для сыра. По особенностям керамики можно выделить несколько регионов, возникших, по-видимому, в результате адаптации к местным условиям и влияния соседних культур.
По-прежнему производились топоры из полированного камня, в отличие от изделий из кремня, которые практически вышли из употребления по сравнению с финальным неолитом-медным веком. Среди других каменных изделий — ступки, булавы, молотки и лезвия для серпов. Также было найдено несколько костяных шил (кернов), кирок и колец, хотя этот материал постепенно выходил из употребления на всей территории культуры. Несколько памятников, в которых были найдены пряслица, ткацкие грузики и волокна льна, свидетельствуют о зачатках ткацкого дела.

## Металлургия и шахты
Появление и развитие металлургии является основной характеристикой этого периода, хотя не объясняет само по себе все произошедшие социально-экономические изменения.
Производство бронзы на территории Валенсийского сообщества заметно снизилось ввиду истощения шахт по всей территории в целом, и в частности, из-за нехватки материалов, необходимых для производства бронзы (меди и олова). Таким образом, Валенсийский регион вынужден был обеспечивать себя исключительно внешними источниками руд, прежде всего из более южных зон, таких, как Альмерия и Мурсия, где медь была не только многочисленной, но и легкодоступной для добычи. Исключением был горный массив Ориуэла, зона, богатая залежами настолько, что в зоне Сан-Антон (Ориуэла) было найдено больше металлических предметов, чем в большинстве аргарских памятников. Существовали и другие зоны добычи руды, менее важные, например, в окрестностях реки Палансия, между провинциями Валенсия и Кастельон, эксплуатация которых началась не ранее финального бронзового века.
Что касается металлургии, то в зонах влияния аргарской культуры найдено наибольшее количество металлических предметов, тогда как в северных и центральных регионах Валенсийского сообщества (собственно культура валенсийской бронзы) металлургическая активность была существенно ниже как по объёму изделий, так и по их количеству. Это было связано отчасти с трудностями в добыче сырья, а отчасти с отсутствием социального запроса. Кроме того, можно было переплавлять уже старые бронзовые изделия для изготовления новых.
В отличие от других культур, например, аргарской, где металлурги производили главным образом украшения, в культуре валенсийской бронзы материалы играли более практическую роль. Среди предметов, связанных с металлургией — котлы, плавильные формы, остатки шлака. Среди изготавливавшихся из металла изделий были punzones, наконечники стрел, резцы, кинжалы и некоторые украшения, например, браслеты, подвески и кольца. Кроме того, на территории горного массива Ориуэла поблизости от медных шахт найдены кайла. Также процветало ювелирное дело, о чём свидетельствуют, в частности, такие знаменитые находки, как клад из Вильены и небольшой клад из Кабесо-Редондо (es:Tesorillo del Cabezo Redondo, Вильена).

## Поселения
Поселения валенсийской бронзы обнаружены практически по всей территории Валенсийской коммуны, причём их типы весьма разнообразны; однако лишь немногие были населены в течение всего времени существования этой культуры. Как правило, они располагались на открытой местности на возвышенностях с затруднённым доступом, и включали оборонительные приспособления, начиная с небольших стен и до крупных сооружений крепостного типа со рвами и башнями. Иногда рядом с поселениями находились пещеры, где погребались покойные — это характерная черта культуры валенсийской бронзы.
Дома имели квадратную или прямоугольную планировку. Сооружались они из глины с каменным цоколем. Пол делался из утоптанной земли, и опирался на деревянные балки. Внутри деревень имелись функциональные зоны — места работы, хранения, производства и отдыха.
Поселения валенсийской бронзы подразделяются по их размеру и архитектуре (от небольших до крупных):
- Лагеря.
- Наблюдательные башни: Torrelló (Онда).
- Фермерские дома: Llometa del Tio Figuetes (Бенагуасиль), Lloma de Betxí (Патерна), Caramoro (Эльче).
- Деревни: Терлинкес (Вильена).
- Города: Кабесо-Редондо (Вильена), Muntanya Asolada (Альсира).

Некоторые из этих поселений — такие, как Терлинкес или Мунтанья-Асолада — были населены в течение большей части периода существования культуры. Это же относится к таким поселениям, как Mola d’Agres (Агрес), Pic dels Corbs (Сагунто), и ряду других. Поселения Tossal Redó (Беллус) и El Puntal de Cambra (Вильяр-дель-Арсобиспо) представляют собой хорошие примеры сооружения стен того времени. В целом для их поселений не была характерна планировка городского типа, за исключением Mas de Menente (Алькой).